# تئوری موسیقی

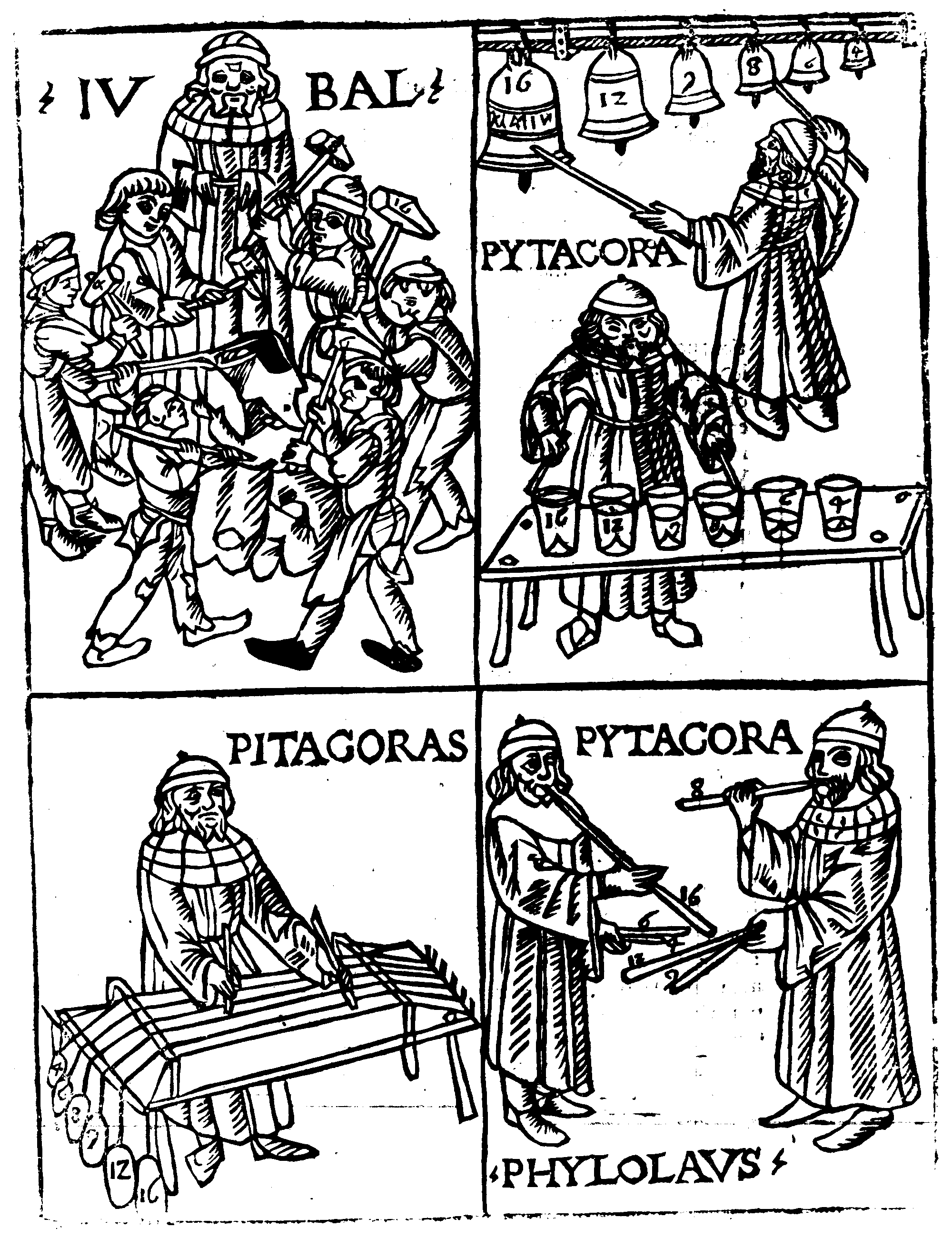
فیثاغورس، یوبال و فیلولائوس در نگاره‌ای چوبی از فرانچینوس گافوریوس در حال آزمایش و تحقیقات پیرامون تئوری موسیقی (۱۴۹۲ میلادی)

تئوری موسیقی (به انگلیسی: music theory، به فرانسوی: théorie de la musique) نظریه‌ای دربارهٔ قواعد، اصطلاحات و نحوهٔ اجرای موسیقی است. تئوری موسیقی از قرن‌های گذشته ابداع شده و به‌تدریج تکامل یافته‌است. تئوری موسیقی شاخه‌ای تخصصی از رشتهٔ موسیقی است که شامل شناخت کلیهٔ قواعد، علامت‌ها و آشنایی با انواع صدای نُت‌ها، فاصله، ترکیب میزان‌ها، ضرب‌آهنگ (ریتم)، گام، و پرده‌های موسیقی است. اهمیت «تئوری موسیقی» به قدری است که از نظریه‌دانان این رشته به‌عنوان «نظریه‌پرداز موسیقی» (تئوریسین موسیقی) نام می‌برند.

## تاریخچه
گروه موسیقی دانشگاه آکسفورد سه کاربرد مرتبط با اصطلاح «تئوری موسیقی» را شرح می‌دهد. ابتدا اولین مورد را عناصر موسیقی می‌داند که برای درک نمادهای موسیقی (میزان‌بندی، کلید، نت‌نویسی ریتمیک) لازم است، معرفی می‌کند. دومین موضوع، مطالعهٔ نظراتِ دانشمندان دربارهٔ موسیقی از دوران باستان تا به امروز است. سومین موضوع موسیقی‌شناسی را مطالعه می‌کند که «به دنبال تعریف فرایندها و اصول کلی در موسیقی است.» و اینکه رویکرد به موسیقی‌شناسی با تئوری یا تحلیل موسیقی تفاوت دارد و بدین معنی است که «تئوری موسیقی نه تنها کار یا اجرای موسیقی است، بلکه اصول بنیادی که موسیقی از آن ساخته شده‌است را آغازگر این تئوری ارزیابی می‌کند.»
تئوری موسیقی به دلیل تصور روزافزون از آنچه موسیقی را تشکیل می‌دهد، اغلب به توضیح و توصیف نحوهٔ کار موسیقی‌دانان در اجرای موسیقی و آهنگسازی همراه با موضوع‌های مرتبط می‌پردازد، اما تعریف جامع‌تری وجود دارد که می‌گوید تئوری موسیقی هر پدیدهٔ صوتی از جمله سکوت را نیز در بر می‌گیرد. به‌عنوان مثال علوم اربعه که در برنامهٔ درسی دانشگاه هنرهای لیبرال اروپای قرون وسطی متداول بود، یک سیستم انتزاعی از تناسبات بود که در فاصله‌ای، قواعد واقعی موسیقی به دقت مورد بررسی و مطالعه قرار گرفت. پس از آن این رشتهٔ قرون وسطایی مبنایی برای شناخت این نظریه در قرون بعدی شد و عموماً به دانش مدرن دربارهٔ تاریخ تئوری موسیقی افزوده شد.
در دانشگاه‌های مدرن، تئوری موسیقی زیر شاخه‌ای از موسیقی‌شناسی برای مطالعه وسیعتر فرهنگ‌ها و تاریخ موسیقی است. از نظر ریشه‌شناسی، تئوری موسیقی عملی از تفکر در موسیقی است و برگرفته از واژه‌ای یونانی (θεωρία) به معنی توجه به یک نگاه. یک تفکر، حدس و گمان، نظریه، یک دیدگاه و یک طیف است. بدین ترتیب، تئوری موسیقی اغلب به جنبه‌های انتزاعی موسیقی مانند کوک و سیستم‌های تنال، گام‌ها، مطبوعیت و روابط ریتمیک توجه دارد. علاوه بر این، مجموعه‌ای از تئوری‌هایی در مورد جنبه‌های عملی مانند: آهنگسازی و اجرای موسیقی، ارکستراسیون، تزئینات، بداهه‌نوازی و تولید صدای الکترونیکی وجود دارد.

## تعریف
صدا و ریتم مهم‌ترین عناصر تئوری موسیقی هستند. اهمیت اصوات در موسیقی مانند اهمیت رنگ در نقاشی است؛ ولی از هر صوتی نمی‌توان در موسیقی استفاده کرد. در فیزیکِ صوت، صداها به دو دسته تقسیم می‌شوند. صداهای موسیقایی را ارتعاشات منظم و صداهای غیرموسیقایی را ارتعاشات نامنظم می‌نامند.
آموزش موسیقی در کشورهای مختلف متفاوت است و در بعضی از کشورهای شرقی و ایران، آموزش «سینه به سینه» هم وجود داشته ولی امروزه آموزش علمی و عملی تئوری و سلفژ از دروس بنیادین مراکز آموزشی است.

## الفبای موسیقی

### خط حامل
پنج خط حامل، خطوطی است موازی با فواصل معین که نت‌ها در روی آن یا در بین خطوط نوشته می‌شود. خطوطِ حامل دارای پنج خط است و از پایین به بالا شمرده می‌شوند.

### نت
برای نوشتن و خواندن یک قطعهٔ موسیقی باید علائمی بکار برد. در موسیقی به حروفِ الفبای موسیقی «نُت» می‌گویند. اسامی نت‌های موسیقی در دو سیستم ارائه می‌شوند.
1. سیستم هجایی
2. سیستم الفبایی

- سیستم هجایی

در سیستم هجایی اسامی نت‌های موسیقی به این صورت است: (از چپ به راست بخوانید) Do → Re → Mi → Fa → Sol → La → Si
در ایران از سیستم هجایی استفاده می‌شود. نام نت‌ها به زبان فارسی: دو، ر، می، فا، سل، لا، سی،
- سیستم الفبایی

در سیستم الفبایی اسامی نت‌های موسیقی به این صورت است: (از چپ به راست بخوانید) C → D → E → F → G → A → B
در زبان آلمانی به جای حرف B (نت Si) از حرف H استفاده می‌کنند.

### کلید موسیقی
کلید موسیقی، نشانه‌ای است که در سمت چپِ خطوط حامل قرار گرفته و اسم و موقعیت نت‌ها را تعیین می‌کند. کلیدهایی که در موسیقی به‌کار می‌روند عبارتند از:
- کلید سل: ، کلید دو: ، کلید فا:

### میزان
«میزان» عبارت است از هر جملهٔ موسیقی که از نظر زمانی به قسمت‌های مساوی تقسیم می‌شود و با یک خطِ قائم به‌نام «خط میزان» از هم جدا می‌شوند. میزان‌ها می‌توانند از چند قسمت مساوی تشکیل شوند و به این قسمت‌ها ضرب می‌گویند.
- ضربِ اولِ هر میزان قویتر از سایر ضرب‌ها اجرا می‌گردد. میزان‌ها را به وسیلهٔ عددِ کسری به نام کسر میزان تعیین می‌کنند و به سه دسته تقسیم می‌شوند:

۱. میزان ساده
اگر ضرب‌های میزان قابل تقسیم به عدد زوج باشند، میزان ساده می‌نامند. مانند: (2
4)، (3
4)، (4
4)، هر ضرب میزان ساده، نت سیاه (♩) و میزان ترکیبی، نت سیاه نقطه دار (.♩) است.
۲. میزان ترکیبی
اگر ضرب‌های میزان قابل تقسیم به عدد فرد باشند به آن میزان ترکیبی می‌گویند مانند: (6
8)، (9
8)، (12
8)
۳. میزان لنگ
میزان لنگ  یا مختلط، از ترکیب دو یا چند میزان نا مساوی که از نظر تعداد ضرب با هم متفاوتند تشکیل می‌شود. میزان‌های لنگ اغلب بوسیله یک خط قائم نقطه چین، از هم تفکیک می‌شوند. مثال از برخی میزان‌های لنگ:
- ضرب قوی و ضعیف میزان

در موسیقی، تأکید در ضربه‌ها، باعث درک و مفهوم آن می‌شود. اجرای موسیقی دارای دورهای منظم است که با ضرب‌های قوی و ضعیف قابل فهم می‌شوند. به‌عنوان مثال تیک تاک ساعت، تیک، دارای ضرب قوی، و تاک، ضرب ضعیف آن است، یا در رژهٔ سربازان، کلمهٔ چپ، ضربهٔ قوی و کلمهٔ راست، ضربهٔ ضعیف در حرکتِ آنان است.
| مثال ویدئویی از میزان‌های ساده و ترکیبی با ضرب‌های قوی و ضعیف میزان |  |  |
|                                                                   |  |  |
|                                                                   |  |  |

## عناصر موسیقی
موسیقی از پدیده‌های شنیداری شکل گرفته‌است. تئوری موسیقی نحوهٔ استفاده از این پدیده‌ها را مورد توجه قرار می‌دهد. تئوری موسیقی عناصری مانند: ریتم، ملودی، آکورد، هارمونی، کنترپوان، فرم، سیستم‌های تنال، گام‌ها، فواصل، مطبوعیت، کوک، آهنگسازی، اجرا، ارکستراسیون، آرایه، بداهه‌نوازی، تولید صدای الکترونیک و غیره را در نظر می‌گیرد.

### ریتم
«ریتم» یا وزن، نظم و تناسبی است بین کششِ نت‌ها، سکوت‌ها و ضربه‌های قوی و ضعیف در میزان‌ها، که با ایجاد وحدت با دیگر صداها مفهوم پیدا می‌کند.

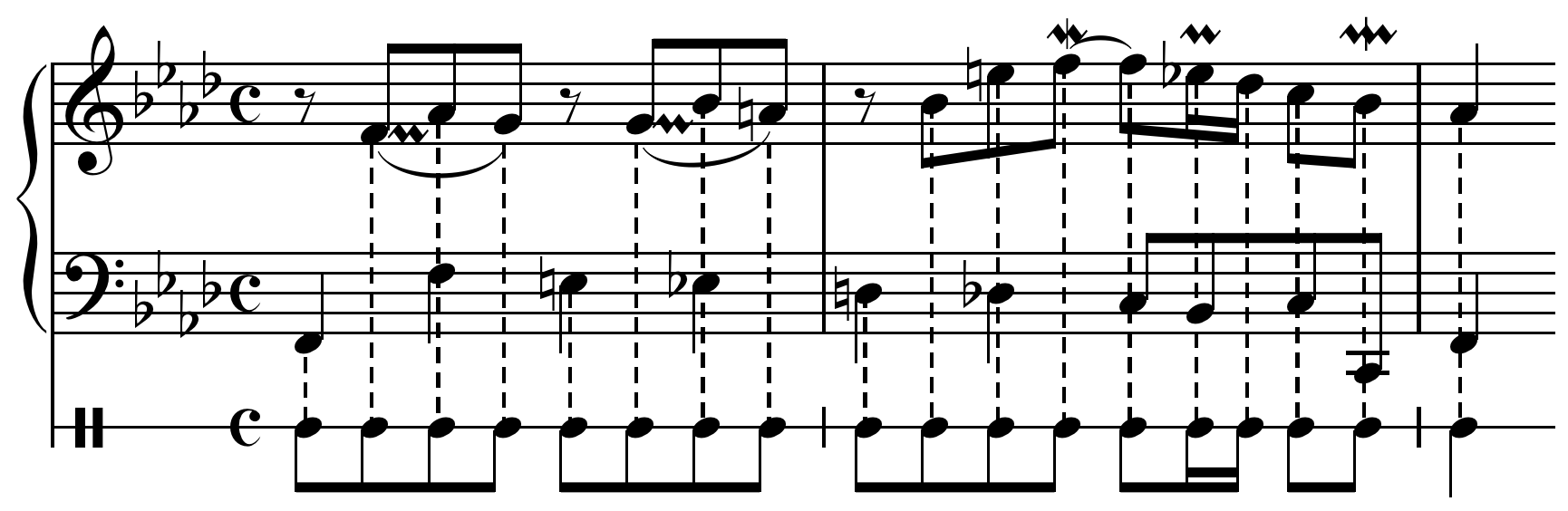
مثال از کاربرد ریتم در موسیقی و ترتیب نظم آن با دیگر صداها از قطعه «سینفونیا در فا مینور» اثر باخ

### زیروبمی
صداهای موسیقایی می‌توانند در سطح‌های مختلف «زیروبمی» حاصل شوند؛ مثلاً گونه صدای آقایان از صدای خانم‌ها و کودکان بم‌تر است و صدای خانم‌ها و کودکان نسبت به صدای مردان زیرتر است. از نظر فیزیکِ صوت، زیروبمی صداها با تعداد ارتعاش آن‌ها در ثانیه سنجیده می‌شود که به آن فرکانس (بسامد، تواتر) گفته می‌شود و با واحد هرتز (Hz) اندازه‌گیری می‌شود؛ بنابراین هرچه فرکانسِ یک صدا بیشتر شود (یعنی تعداد ارتعاش آن در واحد ثانیه بیشتر شود) صدا زیرتر می‌شود و بالعکس. به این زیروبمی صدا، نواک می‌گویند.

### دیرند

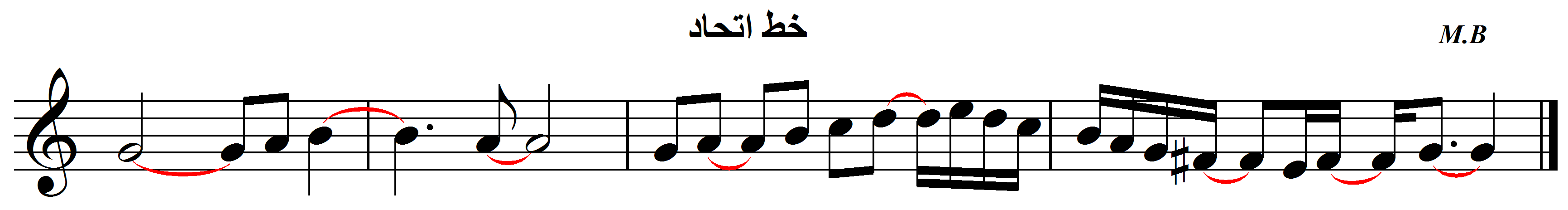
وسط|مثال از کاربرد خط اتحاد

مثال از کاربرد خط اتصال از یک کوارتت زهی اثر: بتهوون

به‌مدت زمانِ شنیده شدنِ یک صوت موسیقایی (ارزش زمانی)، «دیرند» یا «کشش» صدا می‌گویند و با واحد ثانیه (s) اندازه‌گیری می‌شود؛ مثلاً اگر آرشه ویولن را مدت طولانی روی سیم ویولون بکشیم صدای حاصله البته کشیده‌تر از صدایی است که با کشیدن آرشه به‌مدت کمتر پدید می‌آید.
- نقطه

هنگامی که نقطه‌ای در سمت راست نت یا سکوت قرار می‌گیرد، نیمی دیگر بر کشش آن نت یا سکوت افزوده می‌گردد.
- دو نقطه

اگر دو نقطه در سمت راست یک نت یا سکوت قرار گیرد، نقطه اول (نیمی از نت نوشته شده)، و نقطه دوم (یک چهارم) از نت نوشته شده را به کشش آن می‌افزاید.
- نت‌های مقطّع

نت‌های مقطّع یا «اِستاکاتو» به معنای ناپیوسته، اصطلاحی است که شیوه‌ای از نواختن نت را بیان می‌کند. اگر نقطه‌ای در بالا یا پایین نت قرار بگیرد، ارزش زمانی آن به نصف، کاهش می‌یابد. در شیوه‌ای دیگر، اگر یک خط افقیِ کوتاه در بالا یا پایین نت قرار بگیرد، «سه چهارم» از ارزش نت اجرا می‌شود و اگر علامتی کوتاه و عمودی در بالا یا پایین نت قرار بگیرد، فقط «یک چهارم» ارزش نت اجرا و بقیه سکوت می‌شود.
- خط اتحاد

خط اتحاد، خطی است منحنی که کششِ دو نت هم‌صدا و هم‌نام را به یکدیگر وصل می‌کند.
- خط اتصال

خط اتصال، خطِ منحنی دیگری شبیه خط اتحاد است که در بالا یا پایین دو یا چند نتِ غیرِ هم‌نام قرار می‌گیرد و صدای آن‌ها را به یکدیگر وصل می‌کند. خط اتصال بخشی از جمله‌بندی (آرتیکولاسیون) در موسیقی است که در سازهای زهی، آن را با یک آرشه اجرا می‌کنند و در سازهای بادی، با یک‌نفس اجرا می‌شود.

### فاصله
«فاصله»، نسبتِ صدای دو نت از نظر زیروبمی است. فاصله بین دو نت همسایه را متصل، و غیر آن را منفصل می‌گویند. نسبتِ فاصله‌های بین نت‌ها را از پایین به بالا محاسبه می‌کنند و بالارونده است. در تغییر فاصله‌ها از علامت‌هایی مانند:
- (دیز ♯) صدای نت بدون علامت را نیم‌پردهٔ کروماتیک به بالا می‌برد.
- (بمل ♭) این علامت صدای نت را نیم‌پردهٔ کروماتیک پایین می‌آورد.
- (بکار ♮) صدای نت‌های تغییریافتهٔ کروماتیک را به حالت اصلی برمی‌گرداند.

نمودار بَصَری از فواصلِ نام‌گذاری شده در یک اکتاو (دو ماژور):

### مطبوعیت
در حرکت نت‌ها، اگر پی‌درپی شنیده شوند ملودیک و اگر هم‌زمان اجرا شوند هارمونیک می‌گویند. در اجرای همزمان، نت‌ها دارای تأثیر مطبوع (کُنسونانس)  و نامطبوع (دیسونانس) هستند.

### شدت
«شدت» یا «نوانس» در صداهای موسیقی ممکن است نسبت به یکدیگر ضعیف‌تر یا قوی‌تر باشند مثلاً اگر مضراب سنتور را یک بار با ملایمت، و بار دیگر به قوت روی سیم ساز ضربه بزنیم، صدای دوم شدیدتر از صدای اولی خواهد بود. شدت یک صوت موسیقایی را با واحد دسی‌بل (db) اندازه‌گیری می‌کنند.
| علامت اختصاری | ppp              | pp         | p     | mp          | mf          | f     | ff         | fff              | sfz         | Sub.p        |
| ------------- | ---------------- | ---------- | ----- | ----------- | ----------- | ----- | ---------- | ---------------- | ----------- | ------------ |
| به ایتالیایی  | Piano Pianissimo | Pianissimo | Piano | Mezzo Piano | Mezzo Forte | Forte | Fortissimo | Forte Fortissimo | Sforzando   | Subito Piano |
| تلفظ          | پیانو پیانیسیمو  | پیانیسیمو  | پیانو | متزو پیانو  | متزو فورته  | فورته | فورتیسیمو  | فورته فورتیسیمو  | اسفورزاندو  | سوبیتو پیانو |
| به فارسی      | خیلی خیلی ضعیف   | خیلی ضعیف  | ضعیف  | نیمه ضعیف   | نیمه قوی    | قوی   | خیلی قوی   | خیلی خیلی قوی    | شدت ناگهانی | ناگهان ضعیف  |

یکی دیگر از علائم، افزایش و کاهش تدریجی صدا به بالا (کرشندو) یا به پایین (دکرشندو) است و به وسیله یک دو لا خطِ افقی که به موازات آن از هم باز یا بسته می‌شوند نشان داده می‌شود.

مثال از افزایش و کاهش تدریجی صدا

### تندا
«تندا»، «سرعت» یا «تمپو»، تندی و کندی اجرای موسیقی است. کششِ نت‌ها در میزان، خود دارای ارزشِ زمانی است و طول زمانی آن در قطعات مختلف با هم متفاوت است و این تفاوت با تعیین سرعت یا (تمپو) مشخص می‌شود. برای تعیین سرعت به‌طور عام از اصطلاحاتی به زبان ایتالیایی و به صورت خاص، با یکی از اَشکال نت در بالای میزان و تعیین طول زمانی به نسبتِ دقیقه نشان داده می‌شود؛ مثلاً (نت سیاه ۶۰=♩) به معنی هر ضرب برابر با یک ثانیه یا (۱/۶۰) دقیقه می‌باشد. برای کنترل سرعت از ابزاری بنام مترونوم استفاده می‌شود و در ارکستر به عهدهٔ رهبر است که با حرکتِ دست، سرعت را کنترل می‌کند.
| مترونوم      | ۴۰=♩       | ۴۸=♩  | ۵۲=♩  | ۶۰=♩   | ۷۲=♩    | ۸۰=♩     | ۱۲۰=♩   | ۱۴۰=♩  | ۱۶۰=♩     |
| ------------ | ---------- | ----- | ----- | ------ | ------- | -------- | ------- | ------ | --------- |
| به ایتالیایی | Grave      | Largo | Lento | Adagio | Andante | Moderato | Allegro | Vivace | Presto    |
| تلفظ         | گراو       | لارگو | لنتو  | آداجیو | آندانته | مودراتو  | آلگرو   | ویواچه | پرستو     |
| به فارسی     | خیلی سنگین | سنگین | آهسته | آرام   | میانه   | معتدل    | تند     | سریع   | خیلی سریع |

برای افزایش و کاهشِ تدریجی سرعت، از اصطلاحاتی چون آچلراندو با مخفف (......accel) به معنی افزایش تدریجی و اصطلاح ریتارداندو با مخفف (......rit) به معنی کاهش تدریجی سرعت استفاده می‌شود و از اصطلاح «آتمپو» به معنی برگشت به سرعت اولیه نام برده می‌شود.

### طنین
«طنین» یا «رنگ صدا»، عاملی است که صدای سازهای مختلف را از یکدیگر تفکیک می‌کند. به عنوان مثال می‌توانیم صدای ساز تار را از صدای ساز سه‌تار یا صدای ساز ویولن را از صدای ساز کمانچه تشخیص دهیم. طنینِ یک ساز به شکلِ جعبهٔ تشدیدِ صدایِ ساز بستگی دارد. دقیقاً همین تفاوت (جنس صدا) را طنین و رنگ می‌گویند.

### ملودی
«ملودی» بر گرفته از واژه‌ای یونانی و به معنی آهنگ و نوا (آواز) است. ملودی از تسلسلِ منظمِ اصوات و نواها شکل می‌گیرد و دارای خصوصیاتی چون ریتم، فرم، زیبایی و بافت است تا یک جملهٔ کامل موسیقایی شکل بگیرد. ملودی در کشورهای مختلف و دوره‌های زمانی، متفاوت بوده و ارتباط مستقیم با گام، مد و مقام همان منطقه دارد. قاعدهٔ مشخصی برای ملودی‌نویسی وجود ندارد و در ملودی‌های کلاسیک، پاپ و محلی از جملاتی چهارمیزانی، کمتر یا بیشتر استفاده می‌شود ولی به‌طور کلی ملودی‌های چهارمیزانی از محبوبیت بیشتری برخوردار است.

### آکورد
در دانشِ هارمونی، آکوردها از روی هم قرار گرفتن فاصله‌های سوم تشکیل می‌شود. آکوردهای سه‌صدایی اساس و پایهٔ هارمونی هستند. شرطِ ورود برای آموزش هارمونی، آهنگسازی و نوازندگی، تسلطِ کامل بر تئوری موسیقی است که آخرین بخش آن آکوردشناسی است.
«آکوردهای سه‌صدایی» ساده‌ترین نوع آکورد هستند و از پایین به بالا شمرده می‌شوند. نت اول آکورد را پایه آکورد، نت دوم را سوم آکورد و نت سوم را پنجم آکورد می‌نامند و روی همهٔ درجاتِ یک گام قرار می‌گیرند. مثال از آکوردهای سه‌صدایی روی درجاتِ گامِ دو ماژور:

## گام
«گام»، به توالی منظمِ نت‌ها در محدودهٔ یک اکتاو گفته می‌شود. مثلاً در گام دو ماژور حرکت از نت دو شروع شده و پس از پیمودن منظم درجات به نت هشتم (اکتاو) می‌رسد. تعداد درجات گام در بعضی از کشورها ممکن است با هم تفاوت داشته باشند؛ مثلاً گام «پنج‌درجه‌ای» یا پنتاتونیک در چین و ژاپن دارای درجاتِ ویژهٔ خود است. گام بر اساس نت اول نام‌گذاری می‌شود. گام بر دو نوع است: گام دیاتونیک و گام کروماتیک.
در نمادهای موسیقی غربی، معمولاً گامی که مورد استفاده قرار می‌گرفت با یک سرکلید نشان داده می‌شد. اما با پیشرفت موسیقی امکانِ تغییر گام فراهم شد و توانستند از گامی به گام دیگر و اغلب برای قرارگرفتن در محدودهٔ صدای خواننده، انتقال انجام دهند. این جابجایی، دامنهٔ ارتفاع را به صورت کلی افزایش یا کاهش می‌دهد اما روابطی که در میان گام اصلی قرار دارد، حفظ می‌کند. به‌عنوان مثال انتقال از دو ماژور به ر ماژور، به‌طور یکسان به یک فاصلهٔ دوم بزرگ افزایش می‌یابد و از آنجا که روابطِ فاصله‌ای بدون تغییر باقی می‌ماند، انتقال ممکن است توسط شنونده نادیده گرفته شود. اما ویژگی‌های دیگری وجود دارد که ممکن است به‌طور قابل ملاحظه‌ای تغییر کند، زیرا انتقال بین طیف وسیعی از گستره صوتی نسبت به طیف وسیعی از سازها یا خوانندگانی که موسیقی را اجرا می‌کنند، تغییر ایجاد می‌کند. این مدگردی اغلب بر روی صدای کلی موسیقی نیز تأثیر می‌گذارد و همچنین تأثیرات تکنیکی زیادی برای نوازندگان در پی دارد.

### گام دیاتونیک

#### گام ماژور
«گام دیاتونیک» در ماژورها دارای پنج پرده و دو نیم پرده است و دانگ‌های آن مساوی هستند.
- مثال از گام دیاتونیک در دو ماژور (خطوط منحنی فواصل «یک‌پرده‌ای» و خطوط زاویه‌دار فواصل «نیم‌پرده‌ای» را نشان می‌دهد:[۲۷]

- گام‌های دیزدار

اگر نت پنجمِ (نمایان) گام دو ماژور را مبدأ قرار داده و گام جدیدی بسازیم، باید دانگِ دومی برای آن بسازیم و نت هفتم آن را نیم پردهٔ کروماتیک بالا برده تا فواصل گام ماژور شکل بگیرد. بدین ترتیب اولین علامت تغییر دهنده (فادیز) در سرکلید به دست خواهد آمد. به همین ترتیب گام‌های بعدی را می‌توان ساخت و در ادامه، حرکت بالارونده که به دایره پنجم‌ها معروف است به گام مترادف آن (سی دیز ماژور) می‌رسد.
- گام‌های بمل‌دار

در گام‌های بمل‌دار و پایین رونده نت چهارم (زیر نمایان) گامِ دو ماژور را مبدأ قرار داده و برای اینکه فاصلهٔ دانگ‌ها رعایت شود می‌بایست نت چهارمی که از فا شروع شده، نیم پردهٔ کروماتیک پایین آورده و اولین نتِ بمل‌دار (سی بمل) شکل می‌گیرد و بدین ترتیب برای ساخت گام‌های بعدی که تا هفت «بمل» ادامه دارد، گام‌های بمل‌دار ساخته می‌شود.

#### گام مینور
در مینورها سه نوع گام وجود دارد که عبارتند از:
- مینور تئوریک

گام دیاتونیک در مینور تئوریک، دارای پنج «پرده» و دو «نیم‌پرده» است و فواصلِ درجاتِ دانگ‌های آن مساوی نیستند. دانگ اولِ مینورهای سه‌گانه با هم مشابه هستند و فاصلهٔ بین دو دانگ در هر سه گام، یک پرده است؛ ولی دانگ دوم هر سه مینور، با هم متفاوت است.
- مینور هارمونیک

اگر درجهٔ هفتم گام مینور تئوریک «نیم‌پرده» کروماتیک (برای ایجاد محسوس) به بالا تغییر کند به گام مینور هارمونیک تبدیل خواهد شد. مینور هارمونیک دارای سه (پرده)، سه (نیم پرده) و یک (یک و نیم پرده) است.
- مینور ملودیک

اگر درجاتِ ششم و هفتمِ «مینور تئوریک» در حالت بالارونده نیم پردهٔ کروماتیک به بالا تغییر کند و در حالت پایین‌رونده به حالت اصلی خود برگردد، «مینور ملودیک» شکل می‌گیرد.
- مینور نسبی

هر گام ماژور، یک مینور نسبی دارد. اگر درجه ششم گام ماژور را مبدأ قرار داده و یگ گام مینور ساخته شود، مینور نسبیِ گام ماژور بدست می‌آید. فاصله بین پایهٔ گام ماژور تا پایهٔ گام مینور نسبی، یک ششم بزرگ است. بدین ترتیب علامت‌های دیز و بمل که بعد از کلید قرار می‌گیرند ممکن است متعلق به یک گام ماژور یا مینور نسبی آن باشد.

### گام کروماتیک
«گام کروماتیک»، گامی است که از دوازده نیم‌پرده تشکیل شده‌است. اجرای گام کروماتیک، پی‌درپی و به فاصلهٔ نیم‌پرده است و از نقطهٔ آغاز تا پایان، نت‌ها شخصیتِ مستقل نداشته و نت آغاز آن فاقد «مرکزیت تنال» مانند «گام دیاتونیک» است.
- مثال از گام کروماتیک شامل تمام درجات صدا در اکتاو با سیر صعودی و نزولی:

### گام آنارمونیک
دو گام (یا دو نت) که دارای اسامی مختلف و صدای واحد باشند مترادف گویند. مانند: دودیز ماژور و ربمل ماژور.

### گام مدال
مد در موسیقی غرب، به قرون وسطی بر می‌گردد و در آوازهای مذهبی اجرا می‌شد و به مدهای کلیسایی معروف است و از مدهای یونان باستان اخذ شده‌است ولی در نحوهٔ استفاده از آن تغییراتی انجام گرفت. در این مدها از تغییر ات کروماتیک استفاده نمی‌شد و قابل انتقال و مدگردی نبوده‌است و فقط در هفت مد موجود ساخته می‌شد. مد در موسیقی دیگر ملت‌های شرق و غرب هم دارای تنوع زیاد و فراوانی است.
- کلیسایی

مدهای کلیسایی، در طی تحول مد، گام ماژور به تدریج از مد «لیدین» که در آن نت سی گاهی به صورت سی بمل اجرا می‌شده و در مد «میکسو لیدین» نیز گاهی نت فا به شکل فادیز آورده می‌شد.
|                                                                               |  |  |
|                                                                               |  |  |
|                                                                               |  |  |
| «خطوطِ منحنی» فواصل یک‌پرده‌ای و «خطوطِ زاویه‌دار»، فواصل نیم‌پرده‌ای را نشان می‌دهد. |  |  |

- بلوز

«مد بلوز»، مد رایج در موسیقی سیاه پوستان آمریکا است. دارای یک نت متغیر است که به نت آبی معروف است.
- جیپسی

«مد جیپسی» یا مد کولی، مد رایج در موسیقی مردم اسپانیا است.
- آهاووح رابوح

«مد آهاووح رابوح»، یکی از مدهای خاورمیانه و در موسیقی اعراب رایج است.
- مدهای ایرانی

مدهای موسیقی ایران که امروزه متداول است و آن را دستگاه می‌نامند شامل هفت دستگاه است که عبارتند از: ماهور، همایون، سه گاه، چهارگاه، شور، نوا و راست پنجگاه. این طبقه‌بندی دستگاه‌ها بر اساس ردیف‌هایی است که از موسیقیدانان دوره‌های اخیر مانند: آقا حسینقلی فراهانی، میرزا عبدالله فراهانی و درویش‌خان بوده‌است. در ردیف‌های این موسیقیدانان اختلافهای جزئی وجود دارد اما در تعداد دستگاه‌ها تفاوتی دیده نمی‌شود.
| | دستگاه شور | دستگاه سه‌گاه   |  |
| | دستگاه راست‌پنجگاه | دستگاه نوا     |  |
| | دستگاه ماهور | دستگاه همایون  |  |
| «خطوطِ منحنی» فواصل یک‌پرده‌ای، «خطوطِ زاویه‌دار» فواصل نیم‌پرده‌ای و «خطوطِ منحنیِ نقطه‌چین»، ریزپرده‌هایی هستند که در موسیقی سنتی، سری و کرن نامیده می‌شوند. | «خطوطِ منحنی» فواصل یک‌پرده‌ای، «خطوطِ زاویه‌دار» فواصل نیم‌پرده‌ای و «خطوطِ منحنیِ نقطه‌چین»، ریزپرده‌هایی هستند که در موسیقی سنتی، سری و کرن نامیده می‌شوند. | دستگاه چهارگاه |  |

## علائم اختصاری در موسیقی
برای بیان «حالات موسیقی» و انتقالِ احساس و روح یک قطعهٔ موسیقی از علائمی برای اجرای آن استفاده می‌شود. در این شیوه دو حالت وجود دارد که عبارتند ار «حالات بیرونی» که شامل: تکرارها، تمپو، شدت و ضعف صدا، نت‌های زینت و در «حالات درونی» از واژه‌هایی ایتالیایی با معانی مختلف از جمله شاد، غمگین، عاشقانه، مذهبی، خشمگین، مهربان و … استفاده می‌شود.
۱. «تکرار» یا «برگشت»، علامتی است که شامل میزان‌هایی در ابتدا و انتهای یک جملهٔ موسیقی است که با «دو لا خط» و «دو نقطه» نشان داده می‌شود و معنی آن این است که قطعه باید تکرار شود. اگر تکرار در ابتدای قطعهٔ موسیقی باشد «دو لا خط» اول حذف می‌شود.

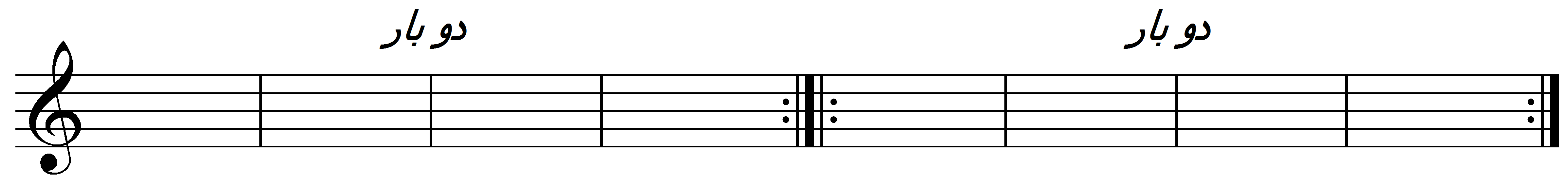
علامت تکرار جمله موسیقی در میزان

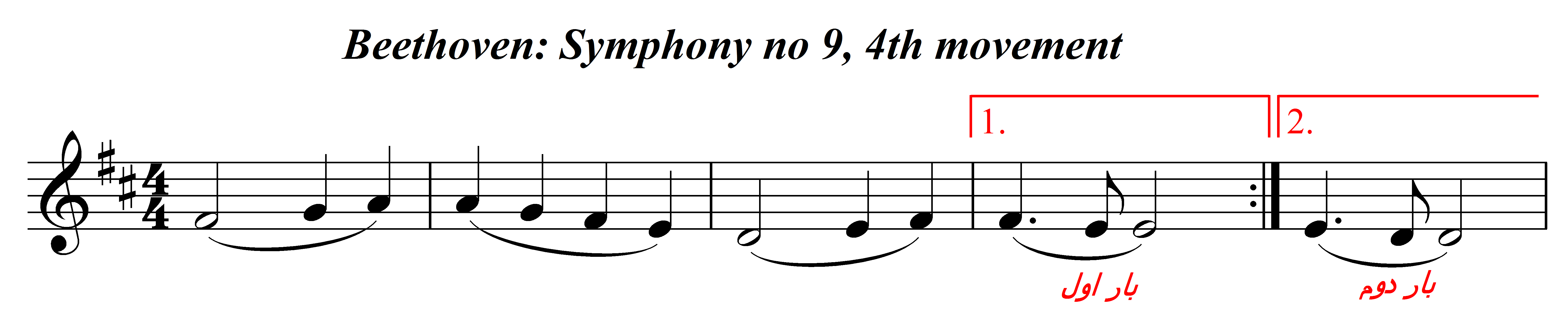
تکرار تغییر یافته

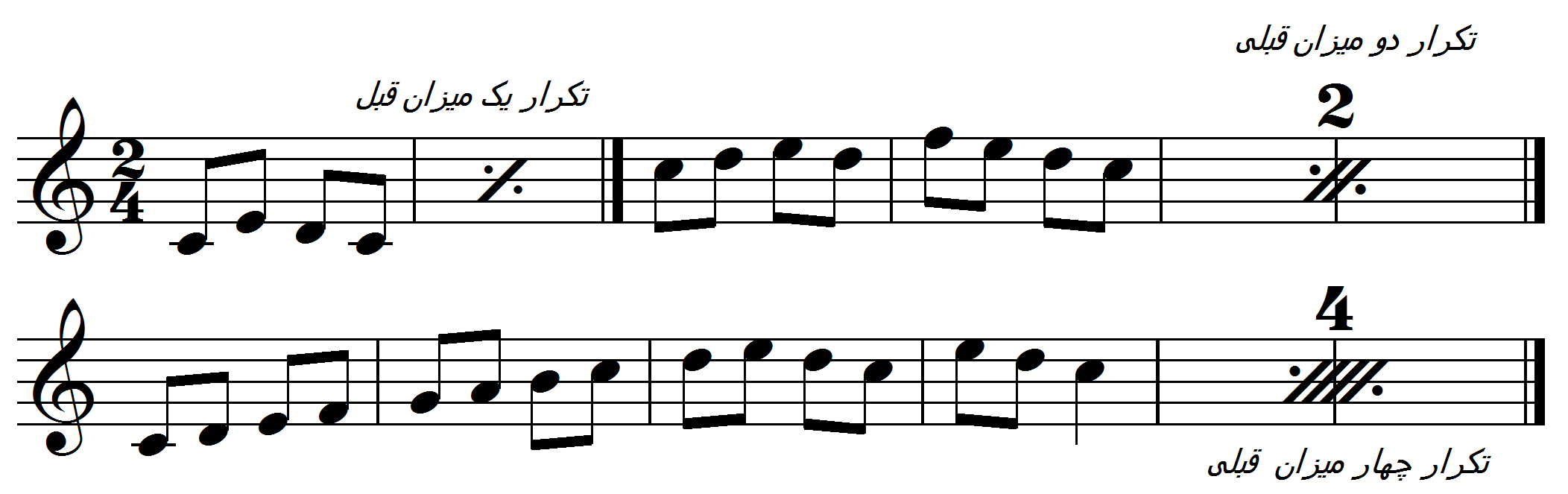
تکرار در تعداد میزان

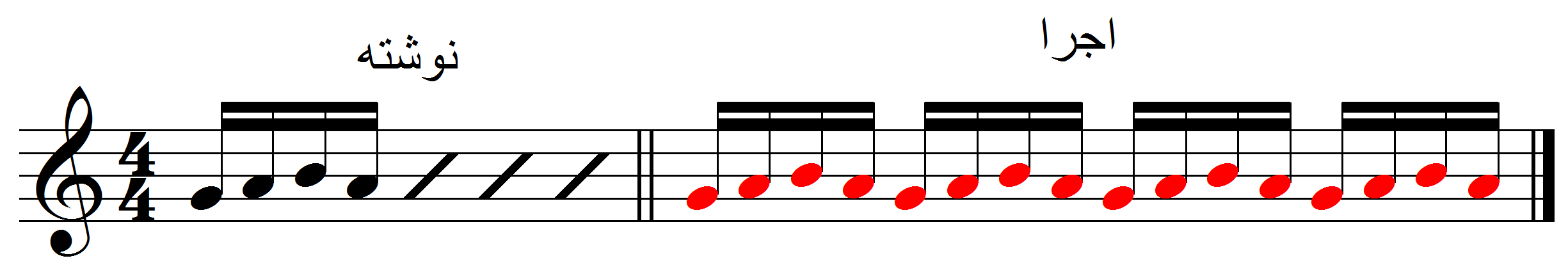
تکرار موتیف

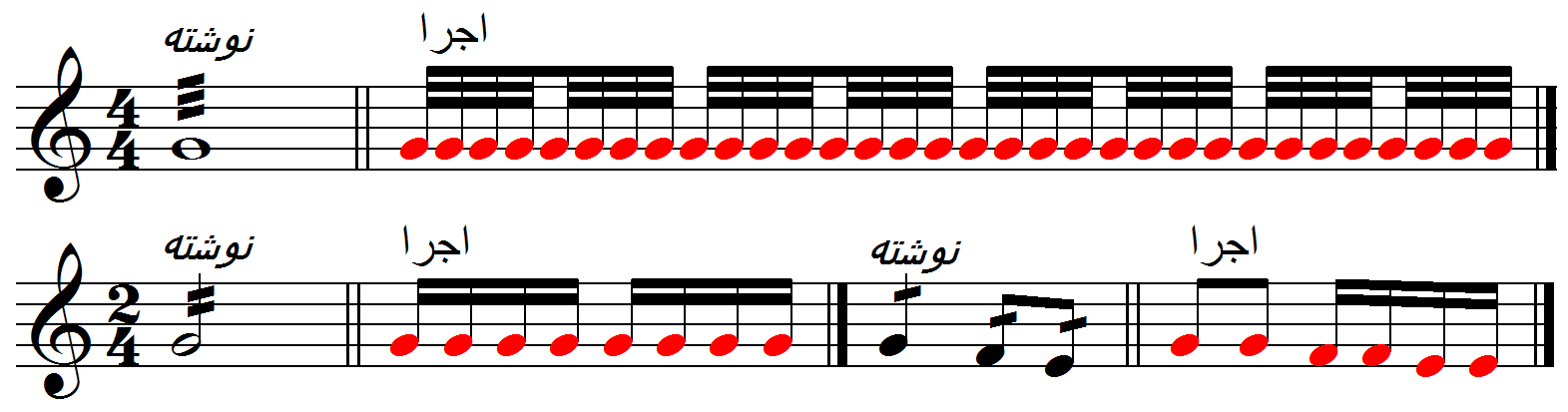
تکرار نت

۲. اکتاو، بوسیلهٔ خطوطِ نقطه‌چین افقی و عدد (۸) در بالا یا پایین «نت» یا «میزان» قرار می‌گیرد و معنی آن این است که صدای حاصله، باید یک اکتاو بالاتر یا پایین‌تر از نت نوشته شده اجرا شود. این کار به منظور سهولت در اجرا، جلوگیری از خطوط اضافه و زیبایی صفحهٔ نت انجام می‌گیرد.
۳.آرپژ، اجرای پی‌درپی نت‌های آکورد به جای اجرای هم‌زمان است. اجرای آرپژ می‌تواند از «پایین به بالا» یا از «بالا به پایین» باشد. نحوهٔ اجرای آرپژ در سازهای مختلف متفاوت است و بستگی به سرعت، گستردگی و صدادهندگی سازهای مختلف دارد.
۴. تریل، اجرای سریع و پیوستهٔ نتِ نوشته شده به یک نتِ بالاتر از خود و به اندازهٔ طول زمانی نت اصلی است.
۵. گلیساندو، حرکتی در اجرا است که اصوات با سرعت و پی‌درپی به بالا یا پایین سُر می‌خورند.
|  |  |
|  |  |

۶. نت‌های ترئینی، نت‌هایی کوچکتر از نت‌های اصلی هستند که قبل یا بعد از نت اصلی قرار گرفته و برای تزیین و زیبایی ملودی بکار می‌روند. کششِ نت‌های تزئینی کوتاه‌تر از نت اصلی یا نصف آن است و بیشتر مواقع اجرای آن سریع است.
نت‌های تزئینی عبارتند از:
- آپاژیاتور، نت کوچکی است که در بالا یا پایین نت اصلی قرار گرفته و نصف کشش نت اصلی را دارد.[۵۹]
- آچیاکاتورا، نتی است به شکل (نت چنگ) با یک خط مورب روی پرچمِ نت و یک خط اتصال که باید سریع اجرا و به نت اصلی وصل شود.[۶۰]
- علامت «گروپتو»[س] یا «قلاب»، در بالا یا بین نت قرار می‌گیرد و شامل نت‌های بالایی و پایینی نت اصلی هستند که با اجرای سریع، آن را تزیین می‌کنند.[۶۱]
- علامت موردنت یا «گَزِش»، در بالای نت قرار می‌گیرد و معنی آن این است که بلافاصله و سریع بعد از اجرای نت اصلی، به نت بالایی یا پایینی رفته و مجدداً به نت اصلی برگردد.[۶۲]
- «نت‌های زیور»[ش] گروهی از نت‌های کوچک هستند که به صورت (سه‌لاچنگ) یا (چهارلاچنگ) و برای ایجاد تنوع و تزیین در موسیقی بکار می‌روند و معمولاً به صورت تمپوی آزاد استفاده می‌شد.[۶۳]

## یادداشت
1. ↑   Franchinus Gaffurius
2. ↑  Bar Line
3. ↑  Irregular Times
4. ↑  Consonance
5. ↑  Dissonance
6. ↑  A tempo
7. ↑  Für Elise
8. ↑  Church Modes
9. ↑  Lydian Mode
10. ↑  Mixolydian Mode
11. ↑  Gipsy Mode
12. ↑  Ahavoh Rabboh
13. ↑  Impression
14. ↑  Expression
15. ↑  Gruppetto
16. ↑  Fioritura

### فارسی
- مشارکت‌کنندگان ویکی‌پدیا. «Music theory». در دانشنامهٔ ویکی‌پدیای انگلیسی، بازبینی‌شده در ۳ ژانویه ۲۰۱۹.
- کمال پورتراب، مصطقی (۱۳۵۹). تئوری موسیقی. تهران: انتشارات چنگ.
- روشن‌روان، کامبیز (۱۳۹۲). هارمونی جامع کاربردی: از ابتدا تا ورود به موسیقی آتونال. تهران: انتشارات معین. شابک ۹۷۸-۹۶۴-۱۶۵-۱۰۴-۸.
- خالقی، روح اله (۱۳۶۲). نظری به موسیقی. تهران: انتشارات صفی علیشاه.
- وجدانی، بهروز (۱۳۷۱). فرهنگ تفسیری موسیقی. تهران: انتشارات مترجم.
- بخش موسیقی. «استاکاتو». مرکز دائرةالمعارف بزرگ اسلامی. دریافت‌شده در ۳ ژانویه ۲۰۱۹.
- منصوری، پرویز (۱۳۷۶). تئوری بنیادی موسیقی. تهران: نشرکارنامه. شابک ۹۷۸-۹۶۴-۴۳۱-۰۰۷-۲.

### انگلیسی
- Encyclopedia Britannica (۲۰۱۹). «Music theory».
- Anon. (2011). Job: Adjunct/Affiliate in Music Theory. Philadelphia: St Josephs University.
- Anon. (2014). "Full-time, Tenure-track Position in Music Theory, at the Rank of Assistant Professor, Beginning Fall 2014". Buffalo: University at Buffalo Department of Music.
- Anon. (2015). "College of William and Mary: Assistant Professor of Music, Theory and Composition (Tenure Eligible)". Job Listings, MTO (accessed 1۰ اوت ۲۰۱۵).
- Aristoxenus (1902). Aristoxenou Harmonika stoicheia: The Harmonics of Aristoxenus, Greek text edited with an English translation and notes by Henry Marcam. Oxford: The Clarendon Press.
- Avison, Charles (1752). An Essay on Musical Expression. London: C. Davis.
- Bakkegard, B. M. , and Elizabeth Ann Morris (1961). "Seventh Century Flutes from Arizona". Ethnomusicology 5, no. 3 (September): 184–86. doi:10.2307/924518.
- Bakshi, Haresh (2005). 101 Raga-s for the 21st Century and Beyond: A Music Lover's Guide to Hindustani Music. Victoria, BC: Trafford. ISBN 978-1412046770 (ebook).
- Bandur, Markus. 2001. Aesthetics of Total Serialism: Contemporary Research from Music to Architecture. Basel, Boston and Berlin: Birkhäuser.
- Barnes, Latham (1984). The Complete Works of Aristotle. Princeton: Princeton University Press. شابک ‎۰−۶۹۱−۰۹۹۵۰−۲.
- Baroni, Mario (1983). "The Concept of Musical Grammar", translated by Simon Maguire and William Drabkin. Music Analysis 2, no. 2:175–208.
- Bartlette, Christopher, and Steven G. Laitz (2010). Graduate Review of Tonal Theory. New York: Oxford University Press. شابک ‎۹۷۸−۰−۱۹−۵۳۷۶۹۸−۲.
- Benade, Arthur H. (1960). Horns, Strings, and Harmony. Science Study Series S 11. Garden City, New York: Doubleday & Company, Inc.
- Bent, Ian D. , and Anthony Pople (2001). "Analysis." The New Grove Dictionary of Music and Musicians, second edition, edited by Stanley Sadie and John Tyrrell. London: Macmillan Publishers.
- Benward, Bruce, and Marilyn Nadine Saker (2003). Music: In Theory and Practice, seventh edition, 2 volumes. Boston: McGraw-Hill شابک ‎۹۷۸−۰−۰۷−۲۹۴۲۶۲−۰.
- Benward, Bruce, and Marilyn Nadine Saker (2009). Music in Theory and Practice, eighth edition, vol. 2. Boston: McGraw-Hill. شابک ‎۹۷۸−۰−۰۷−۳۱۰۱۸۸−۰.
- Bernard, Jonathan (1981). "Pitch/Register in the Music of Edgar Varèse." Music Theory Spectrum 3: 1–25.
- Billmeier, Uschi (1999). Mamady Keïta: A Life for the Djembé – Traditional Rhythms of the Malinké, fourth edition. Kirchhasel-Uhlstädt: Arun-Verlag. شابک ‎۹۷۸−۳−۹۳۵۵۸۱−۵۲−۳.
- Boethius, Anicius Manlius Severinus (1989). Fundamentals of Music, translated and edited by Claude V. Palisca. New Haven and London: Yale University Press شابک ‎۹۷۸−۰−۳۰۰−۰۳۹۴۳−۶/
- Boretz, Benjamin (1995). Meta-Variations: Studies in the Foundations of Musical Thought. Red Hook, New York: Open Space.
- Both, Arnd Adje (2009). "Music Archaeology: Some Methodological and Theoretical Considerations". Yearbook for Traditional Music 41:1–11.
- Brandt, Anthony (2007). "[http://cnx.org/content/m11629/1.13/ Musical Form[منبع نامعتبر؟]
- Bregman, Albert (1994). Auditory Scene Analysis: The Perceptual Organization of Sound. Cambridge: MIT Press. شابک ‎۰−۲۶۲−۵۲۱۹۵−۴.
- Castan, Gerd (2009). "Musical Notation Codes". Music-Notation.info (Accessed ۱ مه ۲۰۱۰).
- Cavanagh, Lynn (1999). "A Brief History of the Establishment of International Standard Pitch A=440 Hertz" (PDF). Archived from the original (PDF) on 25 March 2009. (Accessed ۱ مه ۲۰۱۰)
- Charry, Eric (2000). Mande Music: Traditional and Modern Music of the Maninka and Mandinka of Western Africa. Chicago: University of Chicago Press. ISBN 978-0-226-10161-3.
- Cheong, Kong F. (2012). "A Description of the Ceramic Musical Instruments Excavated from the North Group of Pacbitun, Belize". In Pacbitun Regional Archaeological Project, Report on the 2011 Field Season, edited by Terry G. Powis, 15–29. Belmopan, Belize: Institute of Archaeology.
- Chernoff, John (1981). African Rhythm and African Sensibility: Aesthetics and Social Action in African Musical Idioms. Chicago: University of Chicago Press. شابک ‎۹۷۸−۰−۲۲۶−۱۰۳۴۵−۷.
- Christiani, Adolph Friedrich (1885). The Principles of Expression in Pianoforte Playing. New York: Harper & Brothers.
- Civil, Miguel (2010). "The Lexical Texts in the Schøyen Collection". Cornell University Studies in Assyriology and Sumerology 12:203–14.
- Conrad, Nicholas J. , Maria Malina, and Susanne C. Münzel (2009). "New Flutes Document the Earliest Musical Tradition in Southwestern Germany". Nature 460, no. 7256 (6 August): 737–40
- Crease, Robert P. (2011). World in the Balance: The Historic Quest for an Absolute System of Measurement. New York, London: W. W. Norton, Inc.
- Crickmore, Leon (2012). "A Musicological Interpretation of the Akkadian Term Sihpu". Journal of Cuneiform Studies 64:57–64. doi:10.5615/jcunestud.64.0057
- Dahlhaus, Carl (2009). "Harmony". Grove Music Online, edited by Deane Root (reviewed 11 December; accessed 3۰ ژوئیه ۲۰۱۵).
- Darwin, Charles (1913). The Expression of the Emotions in Man and Animals. New York: D. Appleton and Company.
- Davies, Stephen (1994). Musical Meaning and Expression. Ithaca: Cornell University Press. شابک ‎۹۷۸−۰−۸۰۱۴−۸۱۵۱−۲.
- d'Errico, Francesco, Christopher Henshilwood, Graeme Lawson, Marian Vanhaeren, Anne-Marie Tillier, Marie Soressi, Frederique Bresson, Bruno Maureille, April Nowell, Joseba Lakarra, Lucinda Backwell, Michele Julien (2003). "Archaeological Evidence for the Emergence of Language, Symbolism, and Music – An Alternative Multidisciplinary Perspective". Journal of World Prehistory 17, no. 1 (March): 1–70.
- d'Erlanger, Rodolphe (ed. and trans.) (1930–56). La Musique arabe, six volumes. Paris: P. Geuthner.
- Despopoulos, Agamemnon, and Stefan Silbernagl (2003). Color Atlas of Physiology, fifth edition. New York and Stuttgart: Thieme. شابک ‎۳−۱۳−۵۴۵۰۰۵−۸.
- Dietrich, Manfred; Oswald Loretz (1975). "Kollationen zum Musiktext aus Ugarit". Ugarit-Forschungen. 7: 521–22.
- Dunsby, Jonathan; Stopford, John (1981). "The Case for a Schenkerian Semiotic". Music Theory Spectrum. 3: 49–53. doi:10.2307/746133. JSTOR 746133.
- Ekwueme, Laz E. N. (1974). "Concepts of African Musical Theory". Journal of Black Studies 5, no. 1 (September): 35–64
- Forsyth, Cecil (1935). Orchestration, second edition. New York: Dover Publications. شابک ‎۰−۴۸۶−۲۴۳۸۳−۴.
- Garland, Trudi Hammel, and Charity Vaughan Kahn (1995). Math and Music: Harmonious Connections. Palo Alto: Dale Seymour Publications. شابک ‎۹۷۸−۰−۸۶۶۵۱−۸۲۹−۱.
- Gerstner, Karl. 1964. Designing Programmes: Four Essays and an Introduction, with an introduction to the introduction by Paul Gredinger. English version by D. Q. Stephenson. Teufen, Switzerland: Arthur Niggli. Enlarged, new edition 1968.
- Ghrab, Anas (2009). "Commentaire anonyme du Kitāb al-Adwār. Édition critique, traduction et présentation des lectures arabes de l'œuvre de Ṣafī al-Dīn al-Urmawī". PhD thesis. Paris: University Paris-Sorbonne.
- Grant, M[orag] J[osephine] (2001). Serial Music, Serial Aesthetics: Compositional Theory in Post-War Europe. Music in the Twentieth Century, Arnold Whittall, general editor. Cambridge and New York: Cambridge University Press. شابک ‎۰−۵۲۱−۸۰۴۵۸−۲.
- Green, Douglass M. (1979). Form in Tonal Music. Fort Worth: Harcourt Brace Jovanovich College Publishers; New York and London: Holt, Rinehart and Winston. شابک ‎۰−۰۳−۰۲۰۲۸۶−۸.
- Gross, Clint. "Anasazi Flutes from the Broken Flute Cave". Flutopedia. Clint Gross, Phd. Retrieved 4 December 2014.
- Haas, Shady R. , and J. W. Creamer (2001). "Dating Caral, a Pre-ceramic Site in the Supe Valley on the Central Coast of Peru". Science 292: 723–26. doi:10.1126/science.1059519 PMID 11326098.
- Harnsberger, Lindsey C. (1997). "Articulation". Essential Dictionary of Music: Definitions, Composers, Theory, Instrument and Vocal Ranges, second edition. The Essential Dictionary Series. Los Angeles: Alfred Publishing Co. شابک ‎۰−۸۸۲۸۴−۷۲۸−۷.
- Hartmann, William M. (2005). Signals, Sound, and Sensation, corrected, fifth printing. Modern Acoustics and Signal Processing. Woodbury, NY: American Institute of Physics; New York: Springer. شابک ‎۱۵۶۳۹۶۲۸۳۷.
- Houtsma, Adrianus J. M. (1995). "Pitch Perception". In Hearing, Handbook of Perception and Cognition, second edition, edited by Brian C.J. Moore, 267–95. San Diego and London. Academic Press. شابک ‎۰۱۲۵۰۵۶۲۶۵.
- Hung, Eric (2012). "Western University, Don Wright Faculty of Music: Tenure-Track Appointment in Music Theory". Toronto: MusCan.
- Jackendoff, Ray and Fred Lerdahl (1981). "Generative Music Theory and Its Relation to Psychology." Journal of Music Theory 25, no.1:45–90.
- Jamini, Deborah (2005). Harmony and Composition: Basics to Intermediate, with DVD video. Victoria, BC: Trafford. 978-1-4120-3333-6.
- Josephs, Jess L (1967). The Physics of Musical Sound. Princeton, Toronto, and London: D. Van Nostrand Company, Inc.
- Kilmer, Anne D. (1971). "The Discovery of an Ancient Mesopotamian Theory of Music". Proceedings of the Americal Philosophical Society 115, no. 2:131–49.
- Kilmer, Anne, and Sam Mirelman. n.d. "Mesopotamia. 8. Theory and Practice". Grove Music Online. Oxford Music Online. Oxford University Press, accessed 13 November 2015. (نیازمند آبونمان)
- Kivy, Peter (1993). The Fine Art of Repetition: Essays in the Philosophy of Music. Cambridge and New York: Cambridge University Press.ISBN 978-0-521-43462-1 (cloth & pbk).
- Kliewer, Vernon (1975). "Melody: Linear Aspects of Twentieth-Century Music". In Aspects of Twentieth-Century Music, edited by Gary Wittlich, 270–321. Englewood Cliffs, New Jersey: Prentice-Hall. شابک ‎۰−۱۳−۰۴۹۳۴۶−۵.
- Kostka, Stefan, and Dorothy Payne (2004). Tonal Harmony, fifth edition. New York: McGraw-Hill.
- Kramer, Jonathan D. (1988). The Time of Music: New Meanings, New Temporalities, New Listening Strategies. New York: Schirmer Books.
- Kubik, Gerhard (1998). Kalimba—Nsansi—Mbira. Lamellophone in Afrika. Berlin: Museum fur Volkerkunde. شابک ‎۳۸۸۶۰۹۴۳۹۱.
- Kubik, Gerhard (2010). Theory of African Music, 2 vols. Chicago: University of Chicago Press. شابک ‎۰−۲۲۶−۴۵۶۹۱−۹.
- Kümmel, H. M. (1970). "Zur Stimmung der babylonischen Harfe". Orientalia 39:252–63.
- Laroche, Emmanuel (1955). Le palais royal d' Ugarit 3: Textes accadiens et hourrites des archives est, ouest et centrales. Paris: C. Klincksieck/
- Latham, Alison (ed.) (2002). The Oxford Companion to Music. Oxford and New York: Oxford University Press. شابک ‎۰−۱۹−۸۶۶۲۱۲−۲.
- Laurie, Timothy (2014). "Music Genre as Method". Cultural Studies Review 20, no. 2:283–92.
- Lee, Yuan-Yuan, and Sin-Yan Shen (1999). Chinese Musical Instruments. Chinese Music Monograph Series. Chicago: Chinese Music Society of North America Press. شابک ‎۱۸۸۰۴۶۴۰۳۹.
- Lerdahl, Fred (2001). Tonal Pitch Space. Oxford: Oxford University Press.
- Lerdahl, Fred, and Ray Jackendoff (1985). A Generative Theory of Tonal Music. Cambridge, MA: MIT Press.شابک ‎۰۲۶۲۲۶۰۹۱۳
- Lewin, David (1987). Generalized Musical Intervals and Transformations. New Haven: Yale University Press.
- Lloyd, Llewellyn S. , and Hugh Boyle (1978). Intervals, Scales and Temperaments. New York: St. Martin's Press. شابک ‎۰−۳۱۲−۴۲۵۳۳−۳.
- London, Justin (n.d.), "Musical Expression and Musical Meaning in Context. ICMPC2000 Proceedings Papers.
- Lu, Liancheng (2005). "The Eastern Zhou and the Growth of Regionalism". In The Formation of Chinese Civilization, edited by Sarah Allan, 203–48. New Haven and London: Yale University Press. شابک ‎۹۷۸−۰−۳۰۰−۰۹۳۸۲−۷.
- Lussy, Mathis (1892). Musical Expression: Accents, Nuances, and Tempo, in Vocal and Instrumental Music, translated by Miss M. E. von Glehn. Novello, Ewer, and Co.'s Music Primers 25. London: Novello, Ewer and Co. ; New York: H. W. Gray
- McAdams, Stephen, and Albert Bregman (1979). "Hearing Musical Streams". Computer Music Journal 3, no. 4 (December): 26–43, 60.
- McCreless, Patrick. n.d. "Society for Music Theory", Grove Music Online. S.l.: Oxford University Press.
- Manik, Liberty (1969). Das Arabische Tonsystem im Mittelalter. Leiden: E. J. Brill.
- Mann, Alfred, J. Kenneth Wilson, and Peter Urquhart. n.d. "Canon (i)." Grove Music Online. Oxford Music Online (Accessed ۲ ژانویه ۲۰۱۱) (نیازمند آبونمان).
- Mannell, Robert (n.d.). "Spectral Analysis of Sounds". Macquarie University.
- Meeùs, Nicolas (2015). "Épistémologie d’une musicologie analytique". Musurgia 22, nos. 3–4:97–114.
- Meeùs, Nicolas (2017). "Schenker's Inhalt, Schenkerian Semiotics. A Preliminary Study". The Dawn of Music Semiology. Essays in Honor of Jean-Jacques Nattiez, J. Dunsby and J. Goldman ed. Rochester: Rochester University Press:81–96.
- Middleton, Richard (1990). Studying Popular Music. Milton Keynes and Philadelphia: Open University Press. ISBN 978-0335152766 (cloth & pbk).
- Mirelman, Sam (2010). "A New Fragment of Music Theory from Ancient Iraq". Archiv für Musikwissenschaft 67, no. 1:45–51.
- Moore, Allan F. (2001). "Categorical Conventions in Music Discourse: Style and Genre". Music & Letters 82, no. 3 (August): 432–42.
- Muni, Bharat (1951). Natya Shastra. Calcutta: Asiatic Society of Bengal.
- Nattiez (1976). Fondements d'une sémiologie de la musique. Collection Esthétique. Paris: Union générale d'éditions. شابک ‎۹۷۸−۲۲۶۴۰۰۰۰۳۳.
- Nattiez (1989). Proust as Musician, translated by Derrick Puffett. Cambridge and New York: Cambridge University Press. ISBN 978-0-521-36349-5.
- Nattiez, Jean-Jacques (1990). Music and Discourse: Toward a Semiology of Music, translated by Carolyn Abbate of Musicologie generale et semiologie. Princeton: Princeton University Press. شابک ‎۹۷۸−۰−۶۹۱−۰۹۱۳۶−۵ (cloth); شابک ‎۹۷۸−۰−۶۹۱−۰۲۷۱۴−۲ (pbk).
- Nave, R. (n.d.). "Frequencies for Maximum Sensitivity of Human Hearing" Hyperphysics website, Georgia State University (accessed ۵ دسامبر ۲۰۱۴).
- <cite id="Reference-OED-theory, n.1">"theory, n.1". فرهنگ انگلیسی آکسفورد. انتشارات دانشگاه آکسفورد. 2nd ed. 1989.
- Olson, Steve (2011). "A Grand Unified Theory of Music". Princeton Alumni Weekly 111, no. 7 (9 February) (Online edition accessed 2۵ سپتامبر ۲۰۱۲).
- Palisca, Claude V. , and Ian D. Bent. n.d. "Theory, Theorists". Grove Music Online, edited by Deane Root. Oxford University Press (accessed 1۷ دسامبر ۲۰۱۴).
- Ptolemy (1999). Harmonics, translation and commentary by Jon Solomon. Mnemosyne, bibliotheca classica Batava: Supplementum 203. Leiden and Boston: Brill Academic Publications. شابک ‎۹۰۰۴۱۱۵۹۱۹.
- Purwins, Hendrik (2005). "Profiles of Pitch Classes Circularity of Relative Pitch and Key: Experiments, Models, Computational Music Analysis, and Perspectives". Doktor der Naturwissenschaften diss. Berlin: Technischen Universität Berlin.
- Read, Gardner (1969). Music Notation: A Manual of Modern Practice, second edition. Boston, Allyn and Bacon. Reprinted, London: Gollancz, 1974. شابک ‎۹۷۸۰۵۷۵۰۱۷۵۸۰. Reprinted, London: Gollancz, 1978. شابک ‎۹۷۸−۰۵۷۵۰۲۵۵۴۷. Reprinted, New York: Taplinger Publishing, 1979. ISBN 978-0800854591..
- Ross, John (August 2002). "First City in the New World?". Smithsonian. 33 (5): 56–63.
- Samson, Jim." Genre". In Grove Music Online, edited by Deane Root. Oxford Music Online. Accessed ۴ مارس ۲۰۱۲
- Schaeffer, Claude; Nougayrol, Jean, eds. (n.d.). "Documents en langue houritte provenent de Ras Shamra". Ugaritica 5: Nouveaux Textes Accadiens, Hourrites et Ugaritiques des Archives et Bibliothèques Privées d'Ugarit. Paris: Bibliothèque archéologique et historique / Institut français d'archéologie de Beyrouth 80: 462–96.
- Schenker, Heinrich (n.d.). Free Composition. Translated and edited by Ernst Oster. New York and London, Longman.
- Service, Jonathan (2013). "Chinese Music Theory". Transmission/Transformation: Sounding China in Enlightenment Europe. Cambridge: Harvard University Department of Music (web, accessed 1۷ دسامبر ۲۰۱۵).
- Shiloah, Amnon (1964). La perfection des connaissances musicales: Traduction annotée du traité de musique arabe d'al-Ḥasan ibn Aḥmad ibn 'Ali al-Kātib École pratique des hautes études. 4e section, Sciences historiques et philologiques, Annuaire 1964–1965 97, no. 1: 451–56.
- Shiloah, Amnon (2003). Music in the World of Islam: A Socio-Cultural Study. Detroit: Wayne State University Press. ISBN 978-0-8143-2970-2.
- Smith Brindle, Reginald (1987). The New Music: The Avant-Garde Since 1945, second edition. Oxford and New York: Oxford University Press. ISBN 978-0-19-315471-1 (cloth & pbk).
- Snarrenberg, Robert (1997). Schenker's Interpretive Practice. Cambridge Studies in Music Theory and Analysis 11. Cambridge University Press. شابک ‎۰۵۲۱۴۹۷۲۶۴.
- Sorantin, Erich (1932). The Problem of Musical Expression: A Philosophical and Psychological Study. Nashville: Marshall and Bruce Co.
- Stefani, Gino (1973). "Sémiotique en musicologie". Versus 5:20–42.
- Stefani, Gino (1976). Introduzione alla semiotica della musica. Palermo: Sellerio editore.
- Stein, Leon (1979). Structure and Style: The Study and Analysis of Musical Forms. Princeton, NJ: Summy-Birchard Music. ISBN 978-0-87487-164-7.
- Stevens, S. S. , J. Volkmann, and E. B. Newman (1937). "A Scale for the Measurement of the Psychological Magnitude Pitch". Journal of the Acoustical Society of America 8, no. 3:185–90.
- Stone, Kurt (1980). Music Notation in the Twentieth Century. New York: W. W. Norton & Co. ISBN 978-0-393-95053-3.
- Tan, Siu-Lan, Pfordresher Peter, and Harré Rom (2010). Psychology of Music: From Sound to Significance. New York: Psychology Press. شابک ‎۹۷۸−۱−۸۴۱۶۹−۸۶۸−۷.
- Thompson, William Forde (n.d.). Music, Thought, and Feeling: Understanding the Psychology of Music, second edition. New York: Oxford University Press. شابک ‎۰−۱۹−۵۳۷۷۰۷−۹.
- Thrasher, Alan (2000). Chinese Musical Instruments. London and New York: Oxford University Press. شابک ‎۰−۱۹−۵۹۰۷۷۷−۹.
- Touma, Habib Hassan (1996). The Music of the Arabs, new expanded edition, translated by Laurie Schwartz. Portland, OR: Amadeus Press. شابک ‎۰−۹۳۱۳۴۰−۸۸−۸.
- Tracey, Hugh (1969). "The Mbira Class of African Instruments in Rhodesia". African Music Society Journal 4, no. 3:78–95.
- van der Merwe, Peter (1989). Origins of the Popular Style: The Antecedents of Twentieth-Century Popular Music. Oxford: Clarendon Press. ISBN 978-0-19-316121-4.
- Tymoczko, Dmitri (2011). A Geometry of Music: Harmony and Counterpoint in the Extended Common Practice. Oxford Studies in Music Theory. Oxford and New York: Oxford University Press. شابک ‎۹۷۸−۰۱۹۵۳۳۶۶۷۲.
- West, Martin Litchfield (1994). "The Babylonian Musical Notation and the Hurrian Melodic Texts". Music and Letters 75, no. 2 (May): 161–79
- Whittall, Arnold (2008). The Cambridge Introduction to Serialism. Cambridge Introductions to Music. New York: Cambridge University Press. ISBN 978-0-521-86341-4 (cloth & pbk).
- Wright, Owen (2001a). "Munajjim, al- [Yaḥyā ibn]". The New Grove Dictionary of Music and Musicians, second edition, edited by Stanley Sadie and John Tyrrell. London: Macmillan Publishers. Reprinted in The New Grove Online, Oxford Music Online. Oxford University Press (accessed 1۷ دسامبر ۲۰۱۵) (نیازمند آبونمان).
- Wright, Owen (2001b). "Arab Music, §1: Art Music, 2. The Early Period (to 900 CE), (iv) Early Theory". The New Grove Dictionary of Music and Musicians, second edition, edited by Stanley Sadie and John Tyrrell. London: Macmillan Publishers. Reprinted in The New Grove Online, Oxford Music Online. Oxford University Press (accessed 1۷ دسامبر ۲۰۱۵) (نیازمند آبونمان).
- Wu, Zhongzian, and Karin Taylor Wu (2014). Heavenly Stems and Earthly Branches: Tian Gan Dizhi, The Heart of Chinese Wisdom Traditions. London and Philadelphia: Singing Dragon (Jessica Kingsley Publishers).
- Wulstan, David (1968). "The Tuning of the Babylonian Harp". Iraq 30: 215–28.
- Yamaguchi, Masaya (2000). The Complete Thesaurus of Musical Scales. New York: Charles Colin. ISBN 978-0-9676353-0-9.
- Yeston, Maury (1976). The Stratification of Musical Rhythm. New Haven: Yale University Press.
- Zhang, Juzhong; Yun Kuen (2004). "The early development of music. Analysis of the Jiahu Bone Flutes". Music Archaeology. Archived from the original on 1 July 2017. Retrieved 4 December 2014.
- Zhang, Juzhong, and L. K. Kuem (2005). "The Magic Flutes". Natural History Magazine 114:43–49
- Zhang, Juzhong, X. Xiao, and Y. K. Lee (2004). "The Early Development of Music: Analysis of the Jiahu Bone Flutes". Antiquity 78, no. 302:769–79